# Német Könyvdíj
A Német Könyvdíj (németül: Deutscher Buchpreis) egy 2005-ben a Német Könyvkiadók és Könyvterjesztők Egyesülete (Börsenverein des Deutschen Buchhandels) által alapított díj az év legjobb német nyelvű regényének.

## A díjról
Az angol Booker-díj és a francia Goncourt-díj mintájára létrehozott Német Könyvdíjra német, osztrák és svájci kiadók nevezhetik be az előző év októberétől megjelent legfeljebb 2-2 kötetüket. A díj nyertese 25 000 eurót, további öt döntős, vagyis a „rövid lista” öt tagja 2500-2500 eurót kap. A díjat a Frankfurti Könyvvásár megnyitójának előestéjén szokták átadni.

## A díj odaítélésének menete
A minden évben új személyekből álló zsűri (köztük két író, négy újságíró, egy irodalmi könyvkereskedő) az összes nevezett művet áttekinti és összeállít belőlük egy 20 címből álló ún. "hosszú listát", melyet augusztusban jelentet meg. Ezekből a címekből 6 címet választanak a döntőbe, ez az ún. "rövid lista", melyet szeptemberben tesznek közzé. Ezt követően a díjat októberben, a Frankfurti Könyvvásár előestéjén, hétfői napon szokták átadni.

## A díj nyertesei
- 2024 Martina Hefter: Hey guten Morgen, wie geht es dir?[3]
- 2023 Tonio Schachinger: Echtzeitalter[4]
- 2022 Kim de l’Horizon: Blutbuch[5]
- 2021 Antje Rávik Strubel: Blaue Frau[6]
- 2020 Anne Weber, Annette, ein Heldinnenepos
- 2019 Saša Stanišić, Herkunft
- 2018 Inger-Maria Mahlke, Archipel
- 2017 Robert Menasse, Die Hauptstadt (A főváros)[7]
- 2016 Bodo Kirchhoff, Widerfahrnis (Megtapasztalás)[8][9]
- 2015 Frank Witzel, Die Erfindung der Roten Armee Fraktion durch einen manisch-depressiven Teenager im Sommer 1969 (A Vörös Hadsereg Frakció kiagyalása egy mániás-depressziós tinédzser által 1969 nyarán)[10]
- 2014 Lutz Seiler, Kruso (Kruso)[11][12]
- 2013 Terézia Mora, Das Ungeheuer (A szörnyeteg)[13][14]
- 2012 Ursula Krechel, Landgericht (Tartományi bíróság)[15]
- 2011 Eugen Ruge, In Zeiten des abnehmenden Lichts (A fogyatkozó fény idején)[2][16]
- 2010 Nagy Abonyi Melinda, Tauben fliegen auf (Galambok röppennek fel)[17]
- 2009 Kathrin Schmidt, Du stirbst nicht (Nem halsz meg)[18]
- 2008 Uwe Tellkamp, Der Turm (A torony)[19]
- 2007 Julia Franck, Die Mittagsfrau (Miért nem küldtél az angyalok közé?)[20][21]
- 2006 Katharina Hacker, Die Habenichtse (Nincstelenek)[22]
- 2005 Arno Geiger, Es geht uns gut (Jól vagyunk)[23]

## Literatur
- Anna Auguscik: Lost in Translation. Literaturpreise im nationalen Literaturbetrieb. In: Philipp Theisohn, Christine Weder (szerk.): Literaturbetrieb. Zur Poetik einer Produktionsgemeinschaft. Fink, Paderborn 2013, 97–112. oldal ISBN 978-3-7705-5296-2
- Dennis Borghardt, Sarah Maaß: Der Deutsche Buchpreis und die deutschen Buchpreise. Zwischen literarischer Valorisierung und kreativökonomischer Kommerzialisierung. In: literaturkritik.de. 8. Oktober 2018.
- Petra Hartlieb: Ganze Tage und halbe Nächte. In: Die Presse. 5. Oktober 2019, S. Beilage „Spectrum“, S. III (Bericht einer Wiener Buchhändlerin über ihre Tätigkeit als Jurymitglied des Deutschen Buchpreises 2019).
- Ingo Irsigler és Gerrit Lembke (szerk.): Spiel, Satz & Sieg. 10 Jahre Deutscher Buchpreis. Berlin University Press: Berlin, 2014. ISBN 978-3-86280-074-2